# Где Анна Франк?
«Где Анна Франк?» (англ. Where Is Anne Frank) — анимационный фильм 2021 года в жанре магического реализма израильского режиссёра Ари Фольмана. Фильм рассказывает о Китти, воображаемой подруге Анны Франк, которой она адресовала свой дневник, живущей в современном Амстердаме. Стремясь узнать, что случилось с её создательницей, Китти привлекает внимание всего мира и общается с нелегальными иммигрантами.
Фильм «Где Анна Франк?» был показан вне конкурса на Каннском кинофестивале 2021 года 9 июля 2021 года. Он был выпущен в прокат во Франции 8 декабря компанией Le Pacte, 15 декабря в Бельгии компанией Cinéart, 16 марта 2022 года в Люксембурге и 30 марта в Нидерландах.

## Сюжет
«Год спустя после сегодняшнего дня» (англ. A year from now) в Амстердаме в Доме Анны Франк разбивается стеклянный корпус для хранения над дневником Анны Франк. Когда чернила из перьевой ручки капают на страницы, слова поднимаются и превращаются в Китти, рыжеволосую девочку-подростка, одетую в одежду 1940-х годов, которую Анна представляла себе во время написания дневника. Смущённая отсутствием Анны и её семьи, Китти обнаруживает, что она невидима и неосязаема в Доме Анны Франк, когда видит, как гражданские лица осматривают музей. Флэшбэки к Анне, писавшей свой дневник в 1940-х годах, показывают, как Китти вспоминает те события, как будто Анна говорила с ней во время написания дневника; её воспоминания охватывают все его содержание.
Не зная, что случилось с Франками и сколько времени прошло после Второй мировой войны, Китти берёт дневник и пытается написать заявление о пропаже Анны в полицейском участке. Озадаченные, полицейские указывают ей на несколько мест в Амстердаме, названных в честь Анны Франк, и пытаются арестовать её, узнав, что у неё дневник Анны. Китти сбегает и встречает мальчика по имени Питер, которого сначала принимает за парня Анны. Катаясь с ним на коньках, она узнаёт, что растворится в чернилах, если отойдёт слишком далеко от дневника. Питер возвращает её в Дом Анны Франк после того, как она начинает чувствовать себя плохо. Полиция допрашивает его, но он отказывается сообщить какую-либо информацию о Китти.
Через день Питер возвращается в дом Анны Франк. Китти выходит ему навстречу, что привлекает внимание полиции и заставляет их обоих снова спасаться бегством. Купив современную одежду, чтобы слиться с толпой, Китти посещает библиотеку 6-й Монтессори-школы Анны Франк, чтобы наверстать упущенное по истории. Она просматривает несколько различных изданий дневника Анны, затем знакомится с мемуарами Отто Франка и идёт на спектакль об Анне. Когда она критикует актёров за неверное цитирование Анны, зрители узнают её из новостей и набрасываются на неё. Китти убегает и встречается с Питером, который приводит её в приют, где живут беженцы-нелегалы. Маленькая девочка Ава помогает Питеру объяснить их бедственное положение и показывает Китти, как её отец планирует построить воздушный шар, на котором они смогут спастись.
Решив пройти по следам Анны, Китти и Питер едут на поезде в Вестерборк, Освенцим и Берген-Бельзен, пока Китти читает мемуары Отто, впадая в ещё большую депрессию. Прибыв к памятнику Анне и Марго в Берген-Бельзене, опустошённая Китти начинает рыдать, пока Питер не убеждает её вернуться с ним в Амстердам. Когда они возвращаются в приют, то узнают, что завтра правительство должно депортировать беженцев на родину. Получив новый опыт, Китти решает помочь им, разрисовав аэрозольной краской воздушный шар отца Авы, чтобы показать всему миру своё местонахождение.
На следующий день перед собравшейся толпой Китти произносит эмоциональную речь, обвиняя мир в обожествлении Анны и неправильном обращении с её посланием о помощи и спасении людей. Она угрожает сжечь дневник Анны, если правительство не согласится приютить беженцев. Полиция принимает её условия, и Китти передаёт дневник Аве, которая доставляет его властям. Питер предлагает Китти вернуться в Дом Анны Франк и жить там как бессмертный дух, но она отказывается, влюбившись в него, и они уходят вместе. После долгой разлуки с дневником Китти страстно целуется с расстроенным Питером, а затем растворяется в чернилах и развеивается по ветру.

## В ролях
- Руби Стоукс — Китти
- Эмили Кэри — Анна Франк
- Себастьян Крофт[англ.] — Питер Анны[англ.]
- Ральф Проссер — Питер Китти
- Майкл Мэлони — Отто Франк
- Саманта Спайро — Эдит Франк
- Скай Беннетт — Марго Франк
- Трейси-Энн Оберман — Огюст Ван Даан[англ.]
- Стюарт Милиган — Герман Ван Даан[англ.]
- Эндрю Вудалл — Альберт Дюссель
- Наоми Муртон — Ава
- Ари Фольман — офицер полиции Ван Ярис
- Нелл Барлоу — офицер полиции Эльза Платт
- Майя Майерс — Сандра

## Производство
Фильм «Где Анна Франк?» был инициативой Фонда Анны Франк, разработанной в партнёрстве с ЮНЕСКО, Конференцией по претензиям, Фондом памяти о Холокосте и различными другими организациями. Первоначально продюсеры планировали снять фильм полностью в кукольной анимации, а персонажей позже заменить в традиционной 2D анимации. Однако в итоге они использовали 2D анимацию для большей части фильма и использовали кукольные декорации для фона в некоторых сценах.
Анимация фильма нарушает жанровые стереотипы: основной приём художницы Лены Губерман состоит в том, что прошлое показано в цвете, а настоящее в чёрно-белых тонах.

## Отзывы критиков
Фильм «Где Анна Франк?» получил в основном положительные отзывы критиков, набрав 74 % рейтинга одобрения на Rotten Tomatoes на основе отзывов 35 критиков и средней оценки 6,80/10.
Питер Брэдшоу из The Guardian написал: «История Анны Франк и её дневника пересказана в этом пылком, проникновенном и визуально прекрасном анимационном фильме.» The Hollywood Reporter сказал, что фильм «выражает невыразимую печаль истории с красноречием и чувствительностью.» Пит Хэммонд из Deadline Hollywood назвал фильм «полным переосмыслением истории Анны Франк, которое должно найти отклик в сердцах молодой аудитории, на которую он нацелен.»